# Мерцающий
«Мерцающий» (англ. Glimmer Man, в другом переводе Человек-молния) — американский фильм-боевик 1996 года режиссёра Джона Грэя со Стивеном Сигалом, Киненом Айвори Уэйансом, Бобом Гантоном и Брайаном Коксом в главных ролях.

## Сюжет
Джек Коул (персонаж Стивена Сигала) расследует убийства серийного маньяка и сталкивается с местной мафией. Обследуя жертв последнего преступления, Коул со своим напарником Джимом Кэмпбеллом (роль Кинена Айвори Уэйанса) приходит к заключению, что бывшие боссы Коула в правительстве могут быть замешаны в этом криминале и Коул связывается со своим другом Смитом (актёр Брайан Кокс), не подозревая, что тот работает на местного криминального авторитета Фрэнка Деверелла (роль Боба Гантона).
В ходе дальнейшего следствия полицейские выясняют, что киллером является Каннингем, правая рука Деверелла, совершая убийства так, чтобы они были похожи на почерк другого серийного убийцы, а сам Деверелл занимается контрабандой химического оружия из СССР в США, планируя перепродать его сербскому преступному миру. Сделка должна состояться в гостинице в деловой части города. Коул с Кэмпбеллом штурмуют гостиницу. Там Каннингем смертельно ранит выстрелом Деверелла, а Коул убивает Каннингема, выбросив его в окно на металлическое ограждение внизу.

## В ролях
- Стивен Сигал — детектив лейтенант Джек Коул
- Кинен Айвори Уэйанс — детектив Джим Кэмпбелл
- Боб Гантон — Фрэнк Деверелл, босс мафии
- Брайан Кокс — мистер Смит
- Джон М. Джексон — Дональд Каннингем, киллер
- Мишель Джонсон — Джессика Коул
- Стивен Тоболовски — Кристофер Мэйнард
- Райн Катрона — капитан Харрис
- Ричард Гэнт — детектив Роуден
- Джесси Сток — сын Коула
- Вега Алекса — дочь Коула
- Никки Кокс — Милли
- Скотт Нильсон — в роли самого себя
- Джонни Стронг — Джонни Деверелл, сын криминального авторитета
- Уэнди Роби — Мелани Сардес